# 金沢市立泉中学校
金沢市立泉中学校（かなざわしりつ いずみちゅうがっこう、英語: Kanazawa Municipal Izumi Junior High School）とは、石川県金沢市弥生1丁目にある公立中学校。

## 特色
校訓に、「礼譲」「親和」「自治」「責任」の4つをあげている。
2008年7月28日に発生した浅野川の水害と、小中学生による復旧作業を教訓に、金沢市では7月28日を「全市児童生徒ボランティアの日」に指定してボランティア活動を推進している。泉中学校は金沢市立野町小学校・中村町小学校・弥生小学校と連携した活動が行われた。
2017年に竣工した新校舎は、金沢市立泉小学校との一体型校舎となっている。

## 部活動
出典：

### 運動部
- 陸上部
- 野球部
- 卓球部
- サッカー部
- 男子バスケットボール部
- 女子バスケットボール部
- 男子バドミントン部
- 女子バドミントン部
- 女子ソフトテニス部

### 文化部
- 吹奏楽部
- 放送部
- 美術部
- 科学部
- ボランティア部

## 主な卒業生
- 田中美絵子 - 政治家
- 中田ヤスタカ - ミュージシャン
- ポセイドン石川 - ミュージシャン、芸人
- 水橋文美江 - 脚本家